# Indiai ökörbéka
Az indiai ökörbéka (Kaloula pulchra) a kétéltűek (Amphibia) osztályába és  a békák (Anura) rendjébe és a szűkszájúbéka-félék (Microhylidae) családjába tartozó faj.

## Előfordulása
Ázsia délkeleti részén és India területén honos.

## Megjelenése
Átlagos testhossza 6-8 centiméter. Rövid lábaival és kerek testével gyorsan beássa magát a talajba.

## Életmódja
Tápláléka rovarokból áll.